# Matias Marttinen
Matias Marttinen, född 25 juni 1990 i Raumo, är en finländsk samlingspartistisk politiker.
Marttinen är ledamot av Finlands riksdag sedan 2019. Till utbildningen är Marttinen politices magister från Åbo universitet.
Marttinen blev invald i riksdagsvalet 2019 med 4 925 röster från Satakunta valkrets. Han omvaldes i riksdagsvalet 2023 med 7 618 röster från Satakunta valkrets.